# Hen/hun-onderscheid
Het onderscheid tussen de twee Nederlandse persoonlijke voornaamwoorden hen en hun van de derde persoon meervoud, ook wel bekend als het Systeem-Van Heule, is bedacht door Christiaen van Heule in zijn werk De Nederduytsche Grammatica ofte Spraec-konst (1625).

## Algemeen
Kortweg is hen hierin de vorm voor het lijdend voorwerp en na voorzetsels, en hun die voor de overige niet-onderwerpsfuncties, met name het meewerkend voorwerp. Hoewel dit onderscheid dus in wezen geheel kunstmatig is, aangezien het geen basis heeft in de natuurlijke taal, is het tegenwoordig in de verzorgde schrijftaal betrekkelijk algemeen aanvaard.
Een dergelijk formeel gekenmerkt onderscheid tussen verschillende voorwerpsvormen komt in het Nederlands alleen voor bij de derde persoon meervoud. De overige voorwerpsvormen mij/me, jou/je, hem, haar, ons, jullie zijn in alle gevallen hetzelfde. Doordat een onderscheid tussen de derde en de vierde naamval in het Nederlands elders niet voorkomt, levert het veel sprekers en schrijvers van het Nederlands problemen op.

## Overzicht

### Hen
Hen moet in de systematiek van Van Heule worden beschouwd als de vorm voor de accusatief (vierde naamval, lijdend voorwerp) en wordt gebruikt:
- na een voorzetsel (na een voorzetsel volgt altijd de voorwerpsvorm van een persoonlijk voornaamwoord in de accusatief);[2]
- als lijdend voorwerp;
- als oorzakelijk voorwerp.

Voorbeelden:
- Het werk is gedaan volgens hen.
- Ik geef het glas aan hen.
- Ik zie hen.
- Ik ben hen zat.

### Hun
Hun wordt gebruikt in alle overige gevallen. Dit kan zijn als:
- meewerkend voorwerp, tenzij voorafgegaan door een voorzetsel;
- belanghebbend voorwerp, tenzij voorafgegaan door een voorzetsel;
- ondervindend voorwerp;
- bezittend voorwerp.

Voorbeelden:
- Ik geef hun het glas.
- Ik schenk hun een drankje in.
- Het glas is hun te leeg.
- Hij sloeg hun het glas uit de hand.
- Dat viel hun zwaar.
- Hij vertelde hun een verhaal.

Een zin als "Ik heb het aan hun gegeven" geldt traditioneel als foutief of onverzorgd.

### Hunals bezittelijk voornaamwoord
Hun is daarnaast het standaard bezittelijk voornaamwoord van de derde persoon meervoud:
- Dat is hun huis.
- Het werk is gedaan volgens hun instructies.

### Henzelfenhunzelf
Bij hen en hun horen de versterkte vormen henzelf en hunzelf. De regels hiervoor zijn dezelfde als voor hen en hun:
- Ze willen geen autogordels om, maar dat is gevaarlijk voor henzelf.
- Ik heb hunzelf geen cent gegeven, maar alles aan hun ouders toevertrouwd.

Als de schrijver het woorddeel -zelf sterk wil benadrukken, dan kan hij of zij het ook los schrijven van hen of hun:
- ... dat is gevaarlijk voor hen zélf.
- Ik heb hun zélf geen cent gegeven.

Deze spelling kan echter in sommige zinnen tot dubbelzinnigheid leiden, zoals uit het laatste voorbeeld blijkt: Geef ik het zelf? Of geef ik het hunzelf?
Henzelf en hunzelf zijn in Standaardnederlands niet de wederkerende of wederkerige voornaamwoorden van hen en hun; dit zijn zichzelf (wederkerend) en elkaar (wederkerig) Het wederkerend gebruik van hunzelf ("ze geven hunzelf een bonus") is dialectgebonden.

### Zeals alternatief
De onverbogen vorm ze als voorwerpsvorm vindt in het hele Nederlandse taalgebied steeds meer ingang, met name in de spreektaal, soms ook in de schrijftaal. Het kan een manier zijn om de "hen/hun"-discussie te vermijden:
- Ik geef ze een snoepje. (in plaats van hun)
- Ik heb ze gisteren gezien. (in plaats van hen)

Na een voorzetsel is de vorm ze echter (nog) niet echt gebruikelijk, in ieder geval niet in de schrijftaal. Een ander verschil met hun en hen is dat het woordje ze nooit de klemtoon draagt, terwijl hen en hun wel beklemtoond kunnen worden.
Ze wordt op deze manier meestal ook gebruikt om naar dieren, planten en levenloze objecten te verwijzen; de voorwerpsvormen hen en hun kunnen in principe enkel worden gebruikt voor levende wezens, met name mensen.

## Historische achtergrond
In het Middelnederlands werden vormen als hen, hun, hem, hom evenals andere varianten zowel in de accusatief als datief gebruikt. Het gebruik van de ene of de andere vorm was veelal dialectaal gebonden; een overkoepelende en uniforme standaardtaal bestond in deze tijd nog niet. De vorm hun (etymologisch verwant met het Duitse ihnen) had als belangrijkste variant hen en was van oorsprong alleen de datiefvorm. De accusatiefvorm was si of onbeklemtoond se (zoals het Duitse sie), net als de vorm voor de nominatief. In het Middelnederlands werd echter het beklemtoonde si in de accusatief steeds meer vervangen door de vorm die eigenlijk bij de datief hoorde, terwijl se nog wel gebruikelijk bleef als onbeklemtoonde vorm.
Het oorspronkelijke voorstel in de 17e eeuw was om hun ook na voorzetsels te gebruiken. Dit voorstel kreeg navolging van onder meer Balthazar Huydecoper. In de 19e eeuw werd er in de grammatica van Petrus Weiland echter gekozen voor de accusatiefvorm, dus hen, na voorzetsels.
Al ten tijde van de invoering van het systeem-Van Heule rees er verzet tegen; zo is het bijvoorbeeld niet overgenomen in de Statenbijbel van 1637.

## Huidige situatie (20e-21e eeuw)
In de alledaagse gesproken taal worden de persoonlijke voornaamwoorden hun en hen vaak vervangen door het informelere ze, of willekeurig door elkaar gebruikt. Daarbij geldt de vorm hun in het algemeen als minder formeel en spreektaliger. Hun is bovendien in delen van Nederland in de alledaagse gesproken taal in gebruik als onderwerp, dit in tegenstelling tot hen dat zowel in de spreek- als schrijftaal uitsluitend een voorwerpsvorm kan zijn. Dit in ogenschouw genomen kan in zijn algemeenheid worden gesteld dat het hedendaagse gesproken Nederlands geen aparte vorm voor de datief kent. In plaats daarvan is er een algehele tendens tot één enkele objectsvorm die ook na voorzetsels wordt gebruikt.
In september 1990 constateerden taalkundigen in een artikel in Onze Taal (later in NRC Handelsblad) dat hun als vorm voor het meewerkend voorwerp in de schrijftaal werd verdrongen door hen, en in de gesproken taal vooral door ze. Ook Carlo Allard Zaalberg merkte in 1995 op dat de "besmette" vorm hun als gevolg van hypercorrectie werd vervangen door hen.
De Algemene Nederlandse Spraakkunst (editie 1997) bestempelt het syntactische hen/hun-onderscheid als niet zinvol. Volgens ANS is de keus tussen beide vormen daarom geheel vrij in een zin als Ik geef hen/hun een boek. ANS voegt hieraan toe dat de vorm hen in het algemeen stilistisch hoger gewaardeerd wordt dan hun. Bij twijfel kan er volgens ANS dan ook het beste altijd voor hen worden gekozen.

## Varia
- In vers 116 van het tweede boek van de Herscheppinge van Vondel heeft Huydecoper hun vervangen door hen, in navolging van het indertijd nieuwe systeem (oorspronkelijke tekst: Ik ben niet maghtigh hun te houden in bestek).[11]
- Een voorstel van P.C. Hooft om naar analogie ook een hum/hem-onderscheid in te voeren voor de derde persoon enkelvoud, met hum als de vorm voor het meewerkend voorwerp – tevens in navolging van de Duitse datiefvorm ihm – heeft nooit ingang gevonden.[12]
- Een toespraak van minister van Onderwijs Jet Bussemaker in april 2015 op een lerarencongres veroorzaakte enige opschudding, omdat de volgende zin erin voorkwam: [...] En dat ze flexibel leren inspelen op wat de tijdgeest hen via hun leerlingen laat zien, waarmee zij dus nota bene als "baas van de taal" de taalnorm overtrad. Van Hout (1999) en Kooyman (2011) signaleerden het verschijnsel "hun-vrees".[13]